# Автошлях E711
Європейський маршрут E 711 — європейська дорога класу B у Франції, що сполучає міста Ліон — Гренобль.

## Маршрут
- Франція
  - E15, E70, E611 Ліон
  - E712 Гренобль